# 土佐市立宇佐小学校
土佐市立宇佐小学校（とさしりつ うさしょうがっこう）は、高知県土佐市宇佐町宇佐にある公立小学校。

## 特徴
- 土佐湾に望む宇佐漁港の近くの小学校。宇佐地区では鰹漁や鰹節の生産が盛んで横浪三里といわれる深い入り江の入り口にあり、対岸の横浪半島とは宇佐大橋でつながっている。横浪半島は先端部の竜地区だけが土佐市に属する。竜地区には四国八十八箇所 36番札所 独鈷山青龍寺があり、その近くの蟹が池では巨大津波の痕跡が発見されている。

## 沿革
- 1874年（明治7年）5月1日 - 3ヶ所の寺子屋を統合して、宇佐実践小学舎を設立
- 1875年（明治8年）1月20日 - 宇佐小学校と改称する（児童数144名）
- 1885年（明治18年）4月 - 宇佐尋常小学校と改称する（児童数365名）
- 1890年（明治23年） - 竜に分教場を設置（継続期間不明）
- 1904年（明治37年）4月 - 高等科を設置し、宇佐尋常小学校と改称する（小学校児童数552名）
- 1913年（大正2年） - 竜に分教場を設置
- 1937年（昭和12年）8月 - 講堂竣工
- 1940年（昭和15年）2月 - 記念館竣工
- 1941年（昭和16年）4月1日 - 宇佐町立宇佐国民学校と改称する
- 1947年（昭和22年）4月1日 - 宇佐町立宇佐小学校と改称する
- 1956年（昭和31年）11月7日 - 建築工事のために小学校と中学校の校舎を交換する
- 1957年（昭和32年）4月8日 - 新校舎竣工、再度小中学校を交換する
- 1958年（昭和33年）4月1日 - 町村合併による高岡町立宇佐小学校となる
- 1959年（昭和34年）
  - 1月1日 - 市制施行により、土佐市立宇佐小学校となる
  - 5月 - 記念館移転、小中学舎を交換する
- 1961年（昭和36年）5月 - 調理室竣工、学校給食を始める
- 1962年（昭和37年）6月1日 - 特殊学級わかくさ新設
- 1968年（昭和43年）7月24日 - プール竣工
- 1972年（昭和47年）11月29日 - 鉄筋3階建て新校舎竣工
- 1973年（昭和48年）4月1日 - 情緒障害児学級あおぞら新設
- 1974年（昭和49年）4月1日 - 土佐市給食センター発足に伴い給食調理室閉鎖
- 1979年（昭和54年）
  - 3月17日 - 体育館竣工
  - 不明 - 校舎東端に4教室増築完工
- 1984年（昭和59年）
  - 不明 - 体育館倉庫の新設
  - 7月28日 - 北海道江別市江別小学校と姉妹校締結
- 1988年（昭和63年）11月 - 市制30周年記念行事として江別市から親善使節団来校、江別小展示コーナー新設
- 1989年（平成元年）4月 - 廊下教室床張り替え工事
- 1996年（平成8年）8月7日 - 大規模改修（外装・内装）
- 1999年（平成11年）10月 - エレベーター設置
- 2009年（平成21年） - 校舎耐震補強完了
- 2011年（平成23年） - 体育館耐震補強完了

## 通学区域
- 土佐市宇佐町
  - 宇佐、渭浜、福島、井尻、竜[1]

## 進学先中学校
- 土佐市立土佐南中学校

## 周辺

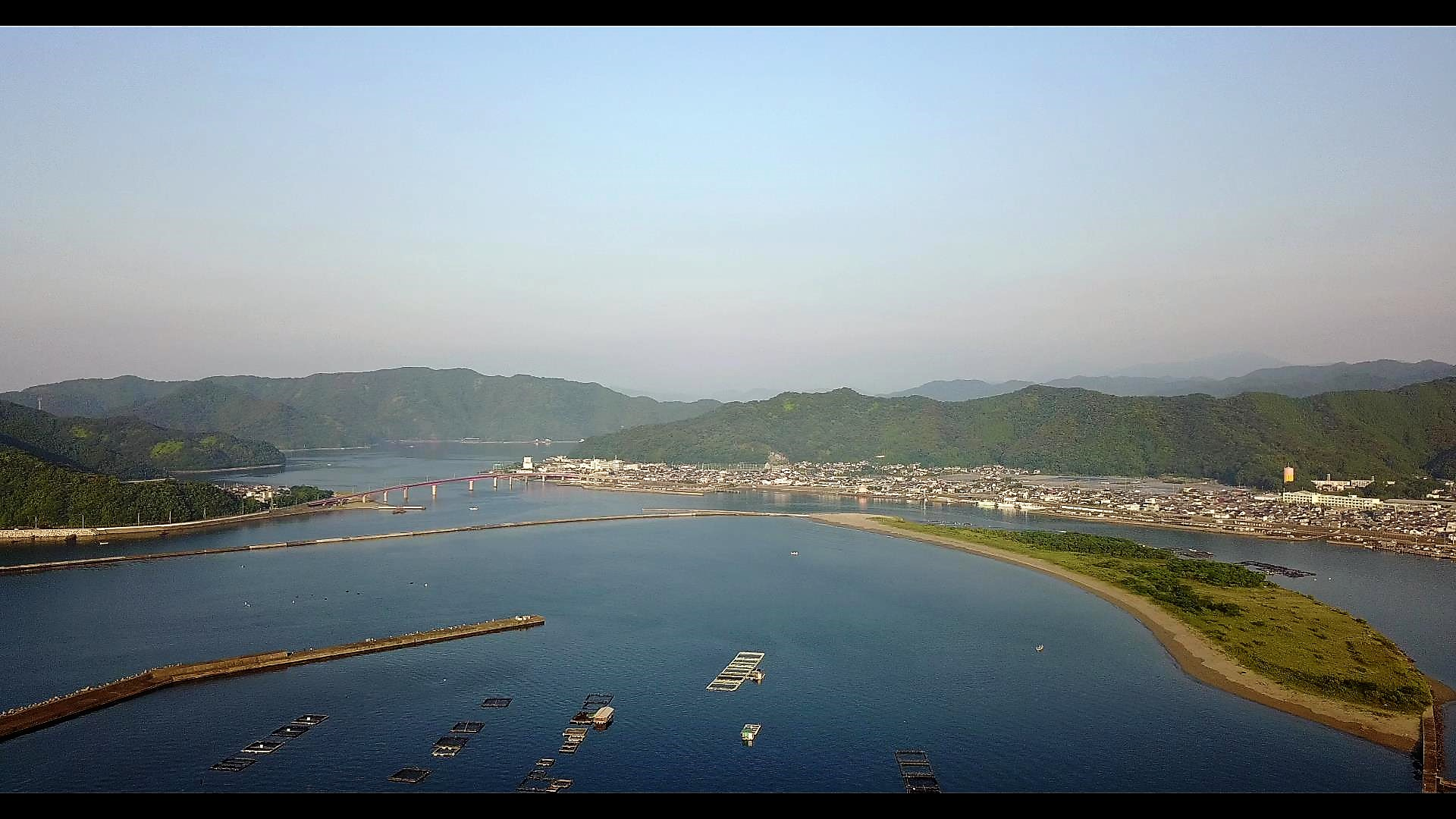
宇佐湾 土佐市宇佐町の空撮画像

- 横浪黒潮ライン
- 土佐市立土佐南中学校
- 土佐市立新居小学校
- 高知県立高知海洋高等学校
- 光の村土佐自然学園

## 通学区域が隣接している学校
- 土佐市立新居小学校
- 土佐市立高石小学校
- 須崎市立浦ノ内小学校